# シャネル
シャネルSA (Chanel SA) は、ココ・シャネルが興した高級ファッションブランド、および同ブランドを展開するフランスの企業。レディース商品を中心に展開しており、服飾・化粧品・香水・宝飾品・時計と展開分野は幅広い。現在はフランス人の大富豪アラン・ヴェルテメールと弟のジェラール・ヴェルテメールによって共同所有されている。 
ウーマン・リブ的な「古い価値観にとらわれない女性像」がブランドポリシー。喪服用途であった黒い服を「リトル・ブラック・ドレス」として広汎的に広め、また自立した働く女性のためのジャージ素材、ツイード素材のスーツを打ち出すなどファッションの歴史を次々と刷新していった。

## 歴史

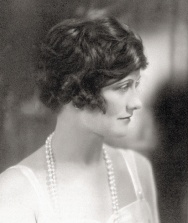
創設者ココ・シャネル（1920年）

シャネルの香水「No.5」

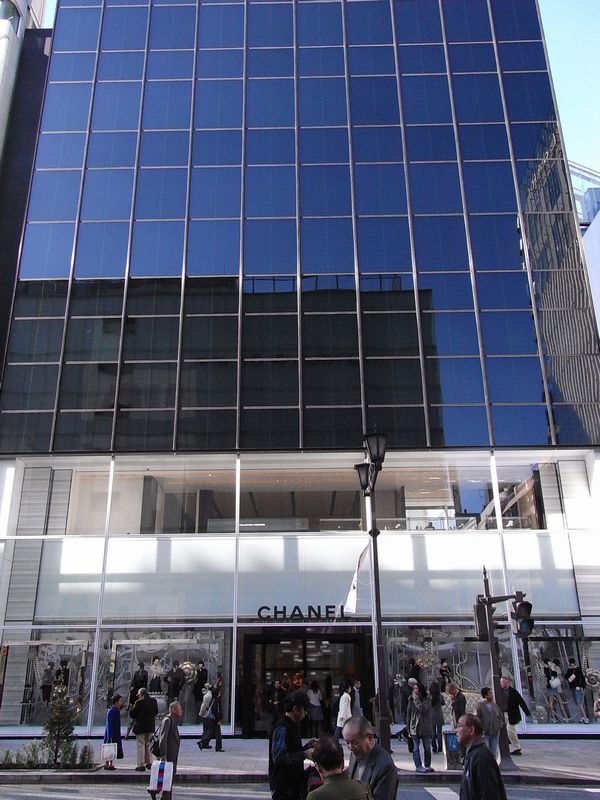
銀座 シャネル（2008年11月30日撮影）

1909年、ココ・シャネル（ガブリエル・シャネル）が当時交際していたエティエンヌ・バルサン（en）の援助により、パリ17区マルゼルブ大通り（fr）160番地に、女性用の帽子店を開業する。
1910年、パリ1区カンボン通り（fr）21番地に「シャネル・モード」という帽子専門店を開店した。1913年、リゾート地ドーヴィルに第1号のモードブティックを開店。続いて1915年、ビアリッツに「メゾン・ド・クチュール」をオープンして、シャネルはオートクチュールのデザイナーとして本格的にデビューする。
1916年に第1回シャネル・オートクチュール・コレクションを発表。安くシンプルで着心地がよく、無駄のない、ジャージ素材を取り入れたドレスが話題となる。
1921年、本店をカンボン通り31番地に移転。調香師のエルネスト・ボーにより、シャネル初の香水「No.5」を同年の5月5日に発売。数字の「5」に縁起を担いで発売をこの日にしたと言われている。脂肪族アルデヒドを大胆に使用した香調で話題となる。「No.5」の名前は試作品番号から取られた。
1939年9月の、第二次世界大戦の勃発とともに、香水とアクセサリーのブティック以外の全店を閉鎖。パリの解放後10年を経た、1954年になって閉鎖店舗が復活。カンボン通りの店を再開し、オートクチュール・コレクションも復活させる。
1970年、香水「No.19」(en)を発表するが、翌1971年、住居としていたオテル・リッツでシャネルが死去した。
シャネル亡き後のメゾンは、1975年ごろから1983年まで、彼女のアシスタントデザイナーだったガストン・ベルテロ(Gaston Berthelot)、ラモン・エスパルザ(Ramon Esparza)、後にイボンヌ・デュデル(Yvonne Dudel)、ジーン・カゾーボン(Jean Cazaubon)らによって引き継がれる。しかし、結果としてメゾンは低迷期と評される時期に入る。
1978年、プレタポルテ（高級既製服）のラインを新設。
1982年カール・ラガーフェルドがデザイナーに就任。翌年1983年からコレクションを発表。シャネルのスタイルを守りながら、時代の空気を取り入れた新しいシャネルを提案し、創業者亡きあとの低迷からブランドとしての再興を果たす。2000年代以降は「メティエダール・コレクション」と呼ばれる職人の手仕事にフォーカスしたコレクションを開始（他ブランドのプレフォールなどに該当）。オートクチュール、プレタポルテ（それぞれ年2回）、クルーズコレクションで年間6回のコレクションを発表している。
2019年2月19日、30年以上にわたりシャネルを率いたカール・ラガーフェルドが死去。後任には彼の右腕として長年働いてきたヴィルジニー・ヴィアールが就任した。
製品の大多数は自社工場で製造されているが、サングラス・メガネフレームはイタリアのルックスオティカ社がライセンスを受けて生産している。
20世紀末期に買収した、猟銃界のトップブランドであるホーランド・アンド・ホーランド社を傘下に有する。

## デザイナー

### ヘッドデザイナー
- ガブリエル・シャネル（1909年 - 1983年）
- カール・ラガーフェルド（1983年 - 2019）[5]
- ヴィルジニー・ヴィアール (2019 - 現在)[4]

### ジュエリー部門
- ヴィクトワール・ドゥ・カステラーヌ（1984年 - 1998年）

### 化粧品部門
- ピーター・フィリップス（2008年 - 2013年）[6]
- ルチア・ピカ（2014年 - 現在）[7]

## 宝飾品
シャネルは1924年に模造宝石をつかったビジュ・ファンデジの発表後、1932年本物のダイヤモンドを使ったハイ・ジュエリーラインを発表しており、1939年に店舗を閉鎖した際も、アクセサリーラインを扱う店舗は残していた。
1990年代後半に、新たなデザイナーを迎えファインジュエリーの販売を開始した。

## CMキャラクター
他のハイブランドと同様に、商品ごとに違ったCMキャラクターを起用している。キャラクターとなる人物は、欧米の人気モデル・女優が中心。
- マドモアゼル（バッグ） - ブレイク・ライヴリー
- ココ・マドモアゼル（香水） - キーラ・ナイトレイ
- ルージュ・ココ（リップ） - ヴァネッサ・パラディ

また、デザイナーのイメージを具現化し世間に広めるイメージモデルをミューズ（女神）と呼ぶことがある。ミューズは、商品ごとのイメージモデルとは違い、ブランド自体のイメージモデルである。1980年代にはイネス・ド・ラ・フレサンジュ、1990年代にはクラウディア・シファー、2000年代はアンジェラ・リンドヴァル、ダリア・ウェーボウィ、フレジャ・ベハらを頻繁に広告起用し、コレクションの常連ステラ・テナントにおいても「シャネルのミューズ」と呼ばれている。2016/2017年のブランドCMには小松菜奈が起用された。

## 日本におけるシャネル
1994年、シャネルブティック本店（銀座並木通り）を開店。次いで1996年に大阪市・心斎橋店（大丸心斎橋店南館）を開店。心斎橋店が日本において当時最大の店舗であったが、2001年に東京・表参道店が開店し、こちらが日本最大となった。2004年12月には、銀座3丁目に旗艦店となる銀座シャネルビルがオープンした。
店舗以外では、千葉県船橋市に日本をはじめとするアジア市場での流通・開発拠点となるコーポレートオペレーションズセンターが立地している。
メディア・広告関連の事業を担当する代理店はADK。
日本法人の代表はリシャール・コラスで、フランス本国では作家としても知られている。
商品の輸入総代理店は以下の通りである。
- 自社工場製造商品 - シャネルジャパン本社
  - 問い合わせ窓口はファッション、コスメ・香水、ジュエリー・時計で分かれている。
- ルックスオティカ社製造商品 - ミラリジャパン（シャネル アイウェア事業部）

## テレビ番組
- 日経スペシャル ガイアの夜明け ザ・スーパーブランド 〜標的は不況ニッポン〜（2002年8月25日、テレビ東京）[8]。

## 画像

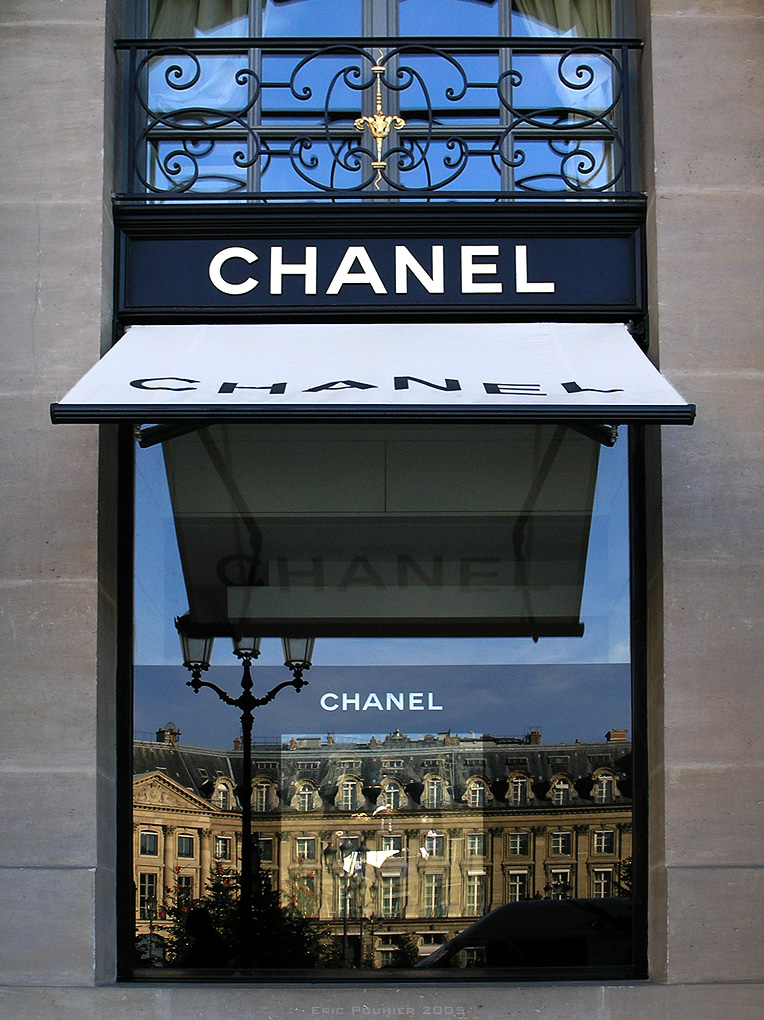
パリの店舗
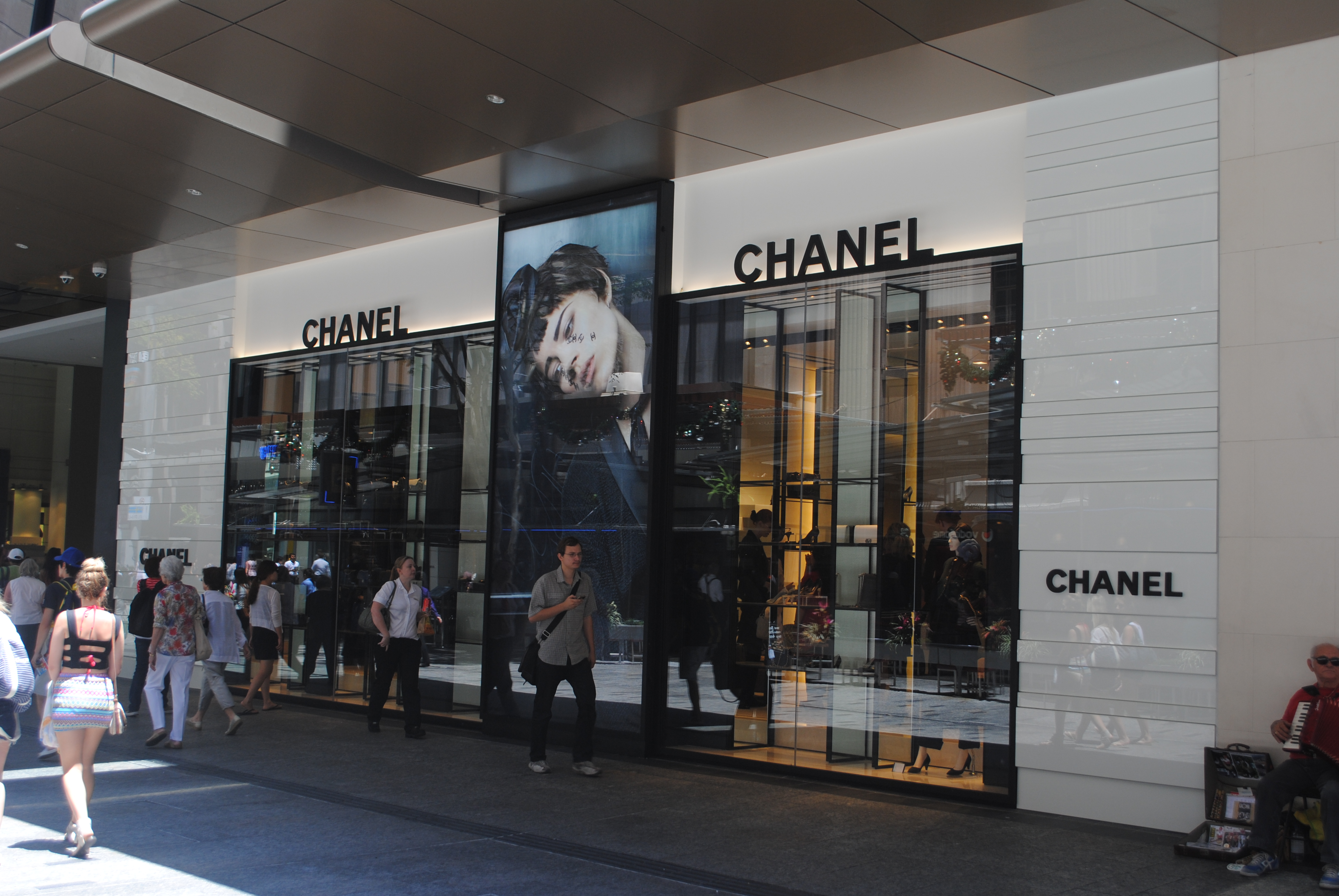
ブリスベンの店舗
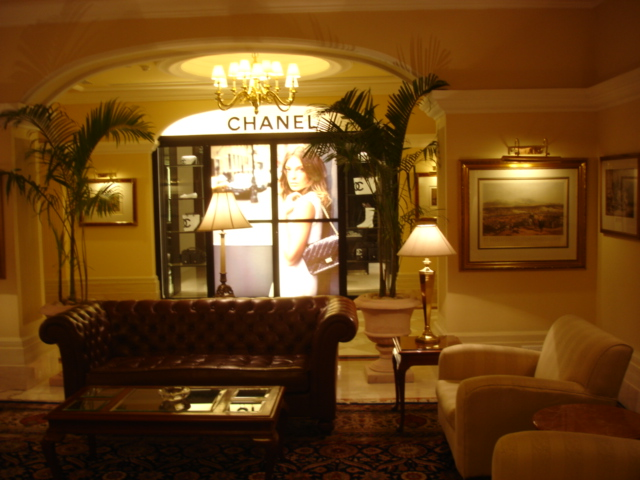
ニューデリーの店舗
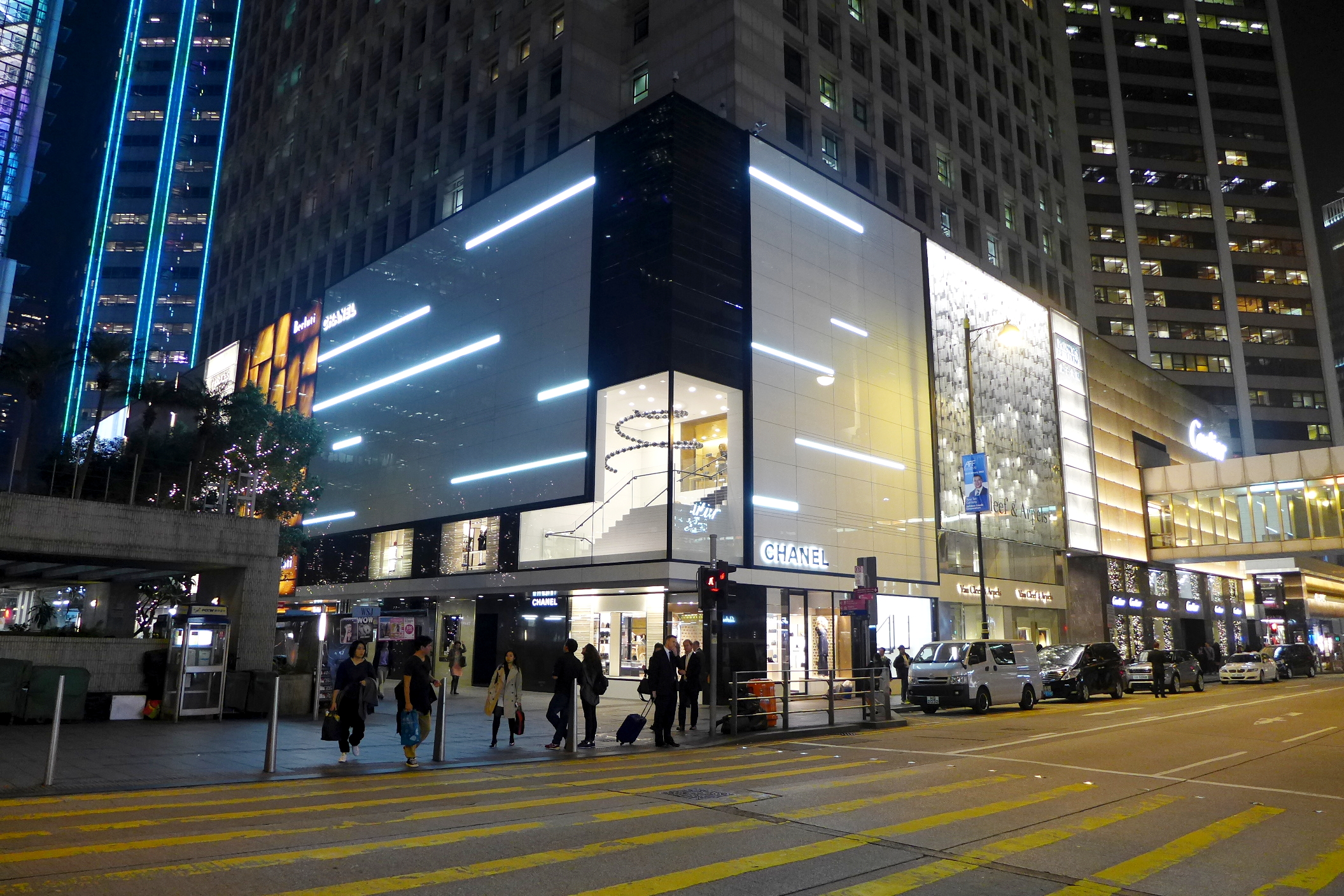
香港の店舗
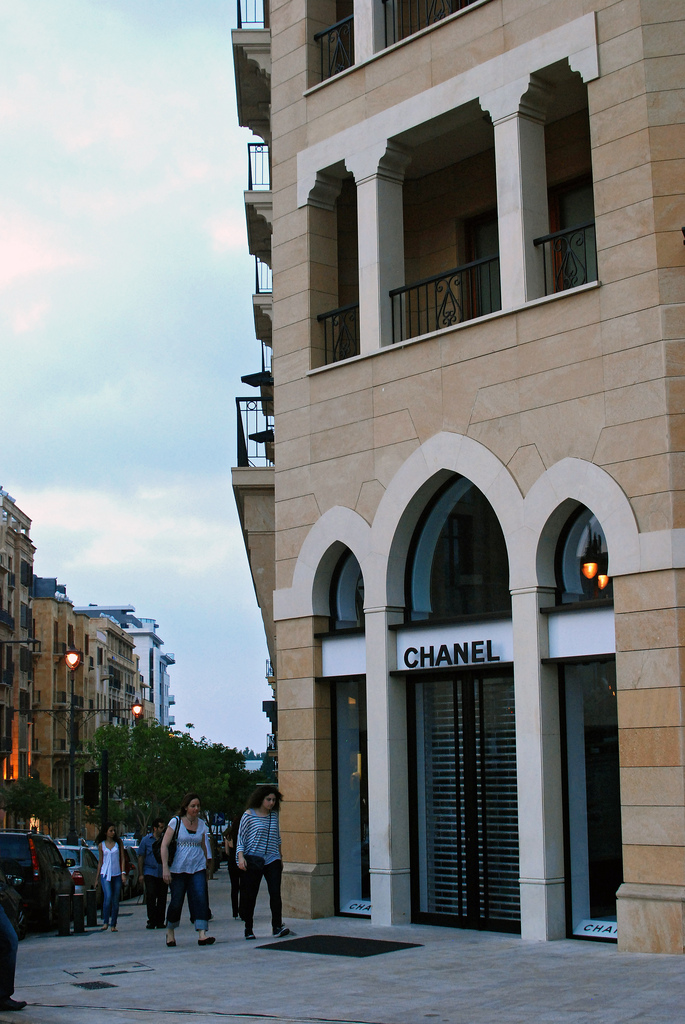
ベイルートの店舗